# Phyllometra planaria
Phyllometra planaria är en fjärilsart som beskrevs av Pierre Chrétien 1911. Phyllometra planaria ingår i släktet Phyllometra och familjen mätare. Inga underarter finns listade i Catalogue of Life.